# Division IIA du Championnat du monde junior de hockey sur glace 2016
Le tournoi de la Division II A du Championnat du monde junior de hockey sur glace 2016 se déroule au Palais de glace d'Elektrėnai (lituanien : Elektrenai Ledo Rumai) en Lituanie du 13 au 19 décembre 2015.

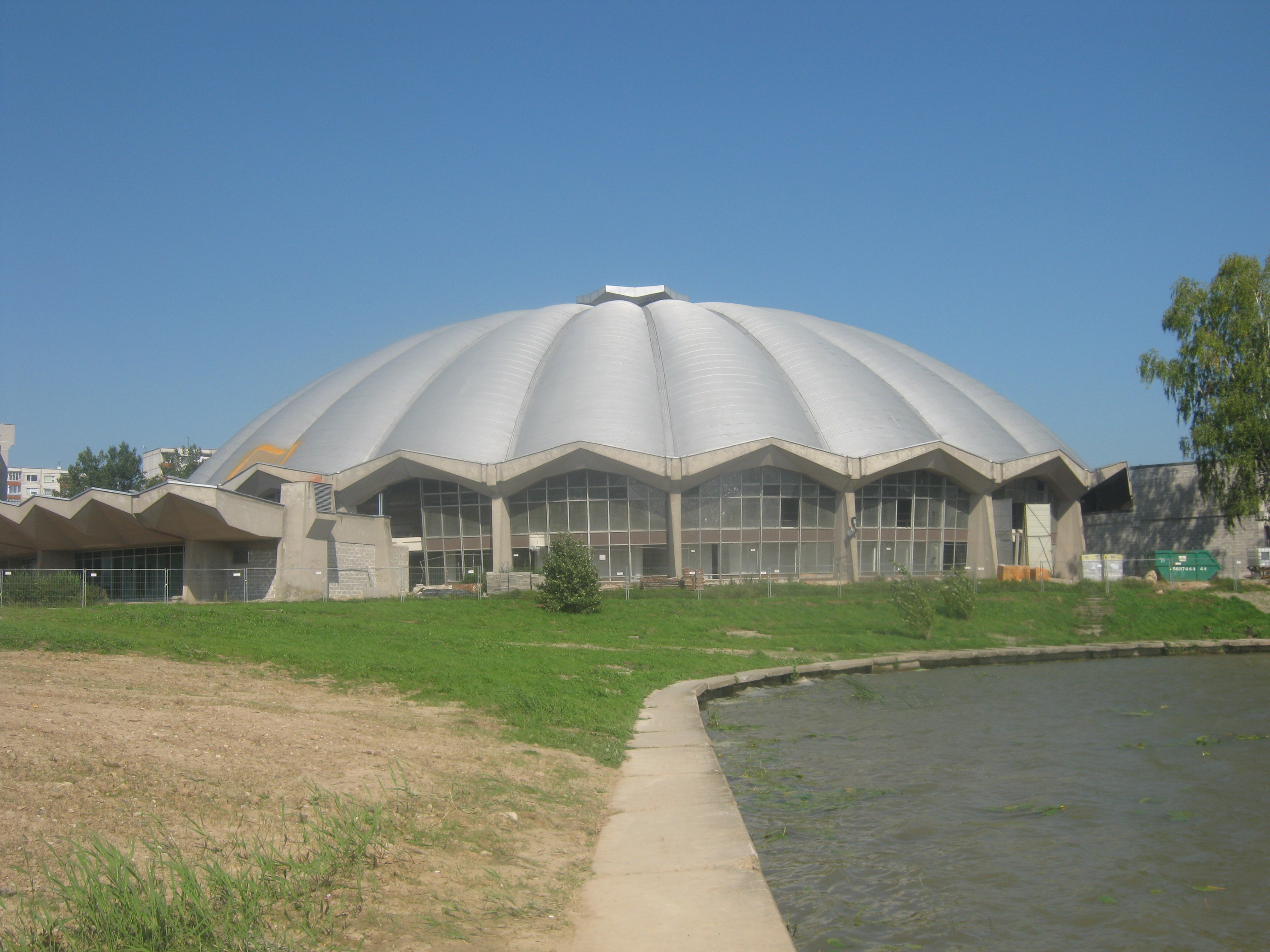
Le Palais de glace d'Elektrėnai

| \| Localisation d'Elektrėnai en Lituanie. \| Localisation d'Elektrėnai en Lituanie. |
| Localisation d'Elektrėnai en Lituanie.                                              |

## Format de la compétition

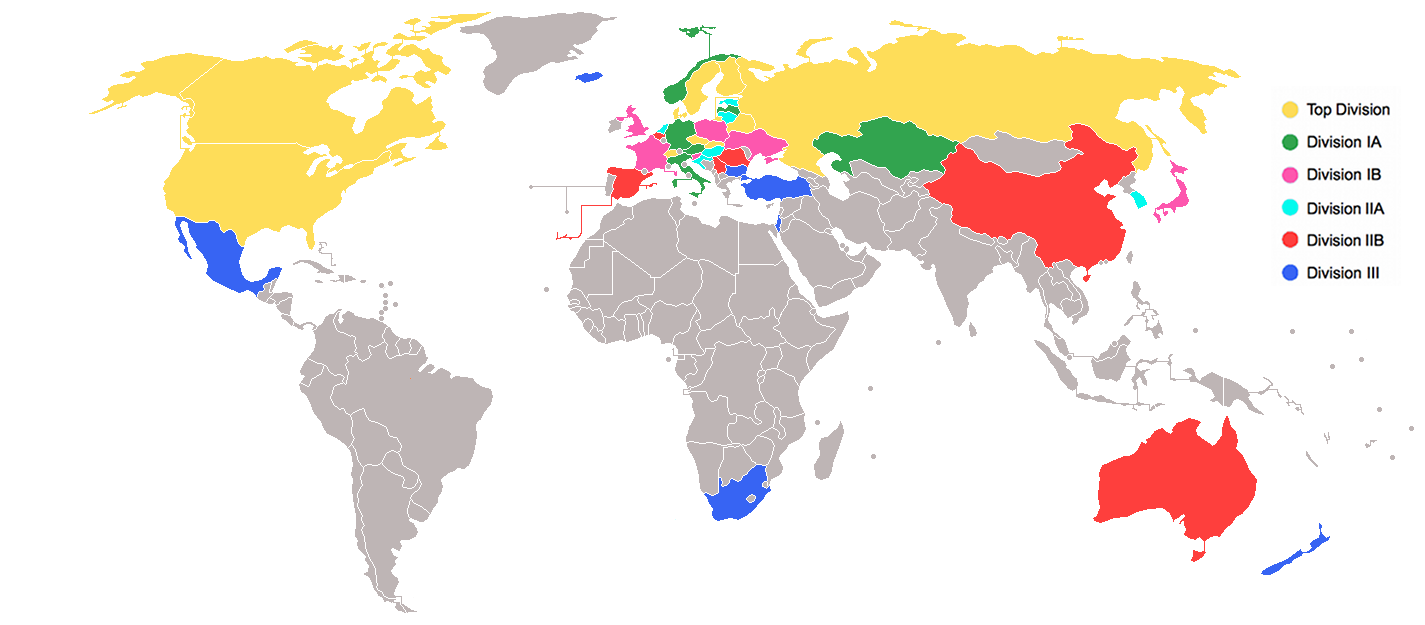
Pays participant au Championnat du monde junior de hockey sur glace 2016.

Le Championnat du monde junior de hockey sur glace est un ensemble de plusieurs tournois regroupant les nations en fonction de leur niveau. Les meilleures équipes disputent le titre dans la Division Élite.
Les 10 équipes de la Division Élite sont scindées en deux poules de 5 où elles disputent un tour préliminaire. Les 4 meilleures sont qualifiées pour les quarts de finale. Les derniers de chaque poule s'affrontent dans un tour de relégation, au meilleur des 3 matches. Le perdant est relégué en Division I A.
Pour les autres divisions qui comptent 6 équipes (sauf la Division III qui en compte 7), les équipes s’affrontent entre elles et, à l'issue de cette compétition, le premier est promu dans la division supérieure et le dernier est relégué dans la division inférieure.
Lors des phases de poule, les points sont attribués ainsi :
- victoire : 3 points ;
- victoire en prolongation ou aux tirs de fusillade : 2 points ;
- défaite en prolongation ou aux tirs de fusillade : 1 point ;
- défaite : 0 point.

## Résultats
| 13 décembre 2015 | Croatie | 5-2 (1-0, 3-0, 1-2) | Pays-Bas | Elektrenai Ledo Rumai 304 spectateurs |

| Feuille de match | Feuille de match | Feuille de match            | Feuille de match                                                                                        | Feuille de match                                                                        |
| ---------------- | --- | --------------------------- | --- | --------------------------------------------------------------------------------------- |
|                  | Pavičević (Puzic, Miličić) — 8 min 44 s (SN) Jarčov (Puzic, Miličić) — 26 min 26 s (IN) Krnić (Pleško, Jović) — 28 min 42 s Borić (Smolec) — 38 min 28 s (SN) - Jarcov — 50 min 48 s (IN) - | 1-0 2-0 3-0 4-0 4-1 5-1 5-2 | - Lambregts (van Nes, Nordemann) — 49 min 39 s (SN) - Nordemann (Lambregts, van Nes) — 55 min 30 s (SN) | Arbitrage : Chris Deweerdt Juges de lignes : Deividas Kuneikis Adrian Cosmin Toparceanu |
| Vilim Rosandić   | Gardiens | Ruud Leeuwesteijn           | | Arbitrage : Chris Deweerdt Juges de lignes : Deividas Kuneikis Adrian Cosmin Toparceanu |
| 22 min           | Pénalités | 10 min                      | | Arbitrage : Chris Deweerdt Juges de lignes : Deividas Kuneikis Adrian Cosmin Toparceanu |
| 39               | Tirs | 30                          | | Arbitrage : Chris Deweerdt Juges de lignes : Deividas Kuneikis Adrian Cosmin Toparceanu |

| 13 décembre 2015 | Corée du Sud | 2-8 (0-2, 1-2, 1-4) | Hongrie | Elektrenai Ledo Rumai 1 001 spectateurs |

| Feuille de match | Feuille de match                                                            | Feuille de match                        | Feuille de match | Feuille de match                                                           |
| ---------------- | --------------------------------------------------------------------------- | --------------------------------------- | --- | -------------------------------------------------------------------------- |
|                  | - Lee C-h. (Kim Y-j.) — 38 min 8 s (SN) - Kim B-g. (Nam) — 55 min 47 s (SN) | 0-1 0-2 0-3 1-3 1-4 1-5 1-6 1-7 1-8 2-8 | Z. Kiss (Vokla, Terbocs) — 12 min 45 s Galló (Jászai) — 13 min 23 s Erdély (Sági) — 33 min 6 s (SN) - Erdély (Galló, Jászai) — 39 min 43 s Galló (Szita) — 42 min 10 s Keresztury (Erdély, Galló) — 45 min 6 s Szaller (Bödök) — 45 min 14 s Bödök (Z. Kiss, Terbocs) — 49 min 44 s - | Arbitrage : Andreï Chroubok Juges de lignes : Benas Jaksys Ludvig Lundgren |
| Kim Dong-hyun    | Gardiens                                                                    | Gergely Arany                           | | Arbitrage : Andreï Chroubok Juges de lignes : Benas Jaksys Ludvig Lundgren |
| 14 min           | Pénalités                                                                   | 20 min                                  | | Arbitrage : Andreï Chroubok Juges de lignes : Benas Jaksys Ludvig Lundgren |
| 23               | Tirs                                                                        | 38                                      | | Arbitrage : Andreï Chroubok Juges de lignes : Benas Jaksys Ludvig Lundgren |

| 13 décembre 2015 | Lituanie | 6-5 (2-1, 2-1, 2-3) | Estonie | Elektrenai Ledo Rumai 1 816 spectateurs |

| Feuille de match | Feuille de match | Feuille de match                            | Feuille de match | Feuille de match                                                          |
| ---------------- | --- | ------------------------------------------- | --- | ------------------------------------------------------------------------- |
|                  | Protčenko — 3 min 17 s (SN) - Vitte (I. Četvertak) — 16 min 7 s (SN) Kaleinikovas (Bogdziul, Jasinevicius) — 20 min 58 s - I. Četvertak — 39 min 54 s (IN) E. Krakauskas (Bogdziul) — 48 min 27 s - I. Četvertak — 54 min 56 s - | 1-0 1-1 2-1 3-1 3-2 4-2 5-2 5-3 5-4 6-4 6-5 | - Fursa (Kozorev, Vasjonkin) — 9 min 50 s (2 SN) - Simonov (Minin, Jõgi) — 22 min 24 s - Arrak (Nestertsuk, Petrov) — 49 min 51 s (SN) Petrov (Vinogradov) — 51 min 10 s (SN) - Vasjonkin (Kozorev, Smirnov) — 59 min 52 s (SN + JS) | Arbitrage : Milan Zrnič Juges de lignes : Frédéric Monnaie Roman Voronine |
| Artur Pavliukov  | Gardiens | Daniil Seppenen                             | | Arbitrage : Milan Zrnič Juges de lignes : Frédéric Monnaie Roman Voronine |
| 45 min           | Pénalités | 62 min                                      | | Arbitrage : Milan Zrnič Juges de lignes : Frédéric Monnaie Roman Voronine |
| 36               | Tirs | 34                                          | | Arbitrage : Milan Zrnič Juges de lignes : Frédéric Monnaie Roman Voronine |

| 14 décembre 2015 | Hongrie | 7-5 (1-2, 4-3, 2-0) | Pays-Bas | Elektrenai Ledo Rumai 317 spectateurs |

| Feuille de match | Feuille de match | Feuille de match                                | Feuille de match | Feuille de match                                                         |
| ---------------- | --- | ----------------------------------------------- | --- | ------------------------------------------------------------------------ |
|                  | - Erdély (Jászai, Stipsicz) — 15 min 14 s - Szita (Herner, Mazzag) — 22 min 36 s Terbocs (Z. Kiss) — 23 min 49 s - Terbocs (Jászai, Bödök) — 28 min 35 s Galló (Herner, Keresztury) — 37 min 53 s (SN) - Bödök (Szaller, Vokla) — 40 min 52 s Erdély (Garat, Galló) — 42 min 4 s | 0-1 0-2 1-2 1-3 2-3 3-3 3-4 4-4 5-4 5-5 6-5 7-5 | Smit (Vogelaar, Boer) — 1 min 29 s van Nes (Verkiel) — 11 min 3 s - Smit — 22 min 9 s - Nordemann (van Nes) — 26 min 55 s (SN) - Verkiel (Lambregts) — 38 min 52 s - | Arbitrage : Shinichi Takizawa Juges de lignes : Liu Ren Frédéric Monnaie |
| Gergely Arany    | Gardiens | Bart van Gorp                                   | | Arbitrage : Shinichi Takizawa Juges de lignes : Liu Ren Frédéric Monnaie |
| 12 min           | Pénalités | 12 min                                          | | Arbitrage : Shinichi Takizawa Juges de lignes : Liu Ren Frédéric Monnaie |
| 58               | Tirs | 8                                               | | Arbitrage : Shinichi Takizawa Juges de lignes : Liu Ren Frédéric Monnaie |

| 14 décembre 2015 | Estonie | 6-3 (0-0, 4-1, 2-2) | Croatie | Elektrenai Ledo Rumai 416 spectateurs |

| Feuille de match | Feuille de match | Feuille de match                          | Feuille de match                                                                                    | Feuille de match                                                             |
| ---------------- | --- | ----------------------------------------- | --------------------------------------------------------------------------------------------------- | ---------------------------------------------------------------------------- |
|                  | Simonov (Nestertsuk) — 23 min 10 s - Nestertsuk (Teppan, Vinogradov) — 35 min 17 s (SN) Vasjonkin (Fursa) — 38 min 33 s Nestertsuk (Vinogradov, Novikov) — 38 min 46 s - Vasjonkin (Sinikas, Vinogradov) — 45 min 3 s (SN) Minin (Andrejev) — 53 min 47 s (CV) - | 1-0 1-1 2-1 3-1 4-1 4-2 5-2 6-2 6-3       | - Smolec (Gjoni) — 24 min 14 s - Jarčov (Trstenjak) — 40 min 9 s - Platužić (Stančić) — 58 min 23 s | Arbitrage : Andreï Chroubok Juges de lignes : Benas Jaksys Deividas Kuneikis |
| Daniil Seppenen  | Gardiens | Vilim Rosandić (40:00) Ivan Ružić (19:34) | | Arbitrage : Andreï Chroubok Juges de lignes : Benas Jaksys Deividas Kuneikis |
| 10 min           | Pénalités | 32 min                                    | | Arbitrage : Andreï Chroubok Juges de lignes : Benas Jaksys Deividas Kuneikis |
| 28               | Tirs | 39                                        | | Arbitrage : Andreï Chroubok Juges de lignes : Benas Jaksys Deividas Kuneikis |

| 14 décembre 2015 | Lituanie | 2-1 (TB) (0-1, 0-0, 1-0, 0-0, 1-0) | Corée du Sud | Elektrenai Ledo Rumai 1 795 spectateurs |

| Feuille de match | Feuille de match                                                             | Feuille de match                                    | Feuille de match                                   | Feuille de match                                                                      |
| ---------------- | ---------------------------------------------------------------------------- | --------------------------------------------------- | -------------------------------------------------- | ------------------------------------------------------------------------------------- |
|                  | - Kaleinikovas (Jasinevicius) — 45 min 10 s (SN) -Kaleinikovas — 65 min (TB) | 0-1 1-1 2-1                                         | Cho J-h. (Kim Y-j., Lee C-h.) — 16 min 45 s (SN) - | Arbitrage : Chris Deweerdt Juges de lignes : Ludvig Lundgren Adrian Cosmin Toparceanu |
| Artur Pavliukov  | Gardiens                                                                     | Kim Dong-hyun (55 min 39 s) Yang Hee-tae 9 min 19 s |                                                    | Arbitrage : Chris Deweerdt Juges de lignes : Ludvig Lundgren Adrian Cosmin Toparceanu |
| 10 min           | Pénalités                                                                    | 12 min                                              |                                                    | Arbitrage : Chris Deweerdt Juges de lignes : Ludvig Lundgren Adrian Cosmin Toparceanu |
| 23               | Tirs                                                                         | 28                                                  |                                                    | Arbitrage : Chris Deweerdt Juges de lignes : Ludvig Lundgren Adrian Cosmin Toparceanu |

| 16 décembre 2015 | Hongrie | 6-0 (3-0, 1-0, 2-0) | Estonie | Elektrenai Ledo Rumai 271 spectateurs |

| Feuille de match | Feuille de match | Feuille de match        | Feuille de match | Feuille de match                                                                        |
| ---------------- | --- | ----------------------- | ---------------- | --------------------------------------------------------------------------------------- |
|                  | Stipsicz (Vizi) — 7 min 22 s (IN) Bödök (Terbocs) — 10 min 20 s Bödök (Jászai, Stipsicz) — 19 min 5 s (SN) Keresztury — 21 min 8 s Erdély (Keresztury) — 40 min 32 s Z. Kiss (Bödök, Stipsicz) — 45 min 26 s (SN) | 1-0 2-0 3-0 4-0 5-0 6-0 | -                | Arbitrage : Chris Deweerdt Juges de lignes : Deividas Kuneikis Adrian Cosmin Toparceanu |
| Gergely Arany    | Gardiens | Daniil Seppenen         |                  | Arbitrage : Chris Deweerdt Juges de lignes : Deividas Kuneikis Adrian Cosmin Toparceanu |
| 8 min            | Pénalités | 12 min                  |                  | Arbitrage : Chris Deweerdt Juges de lignes : Deividas Kuneikis Adrian Cosmin Toparceanu |
| 51               | Tirs | 20                      |                  | Arbitrage : Chris Deweerdt Juges de lignes : Deividas Kuneikis Adrian Cosmin Toparceanu |

| 16 décembre 2015 | Corée du Sud | 2-3 (TB) (1-0, 1-1, 0-1, 0-0, 0-1) | Pays-Bas | Elektrenai Ledo Rumai 361 spectateurs |

| Feuille de match | Feuille de match                                                       | Feuille de match    | Feuille de match                                                                                     | Feuille de match                                                         |
| ---------------- | ---------------------------------------------------------------------- | ------------------- | --- | ------------------------------------------------------------------------ |
|                  | Kim Y-j. (Lee C-h.) — 14 min 11 s (SN) - Kim Y-j. — 36 min 33 s (SN) - | 1-0 1-1 2-1 2-2 2-3 | - Lemans (Beeren, de Bonth) — 27 min 21 s - Vogelaar (Kluijtmans) — 52 min 3 s van Nes — 65 min (TB) | Arbitrage : Milan Zrnič Juges de lignes : Ludvig Lundgren Roman Voronine |
| Kim Dong-hyun    | Gardiens                                                               | Ruud Leeuwesteijn   | | Arbitrage : Milan Zrnič Juges de lignes : Ludvig Lundgren Roman Voronine |
| 2 min            | Pénalités                                                              | 14 min              | | Arbitrage : Milan Zrnič Juges de lignes : Ludvig Lundgren Roman Voronine |
| 35               | Tirs                                                                   | 14                  | | Arbitrage : Milan Zrnič Juges de lignes : Ludvig Lundgren Roman Voronine |

| 16 décembre 2015 | Lituanie | 4-1 (0-0, 2-1, 2-0) | Croatie | Elektrenai Ledo Rumai 1 922 spectateurs |

| Feuille de match | Feuille de match | Feuille de match    | Feuille de match                 | Feuille de match                                                         |
| ---------------- | --- | ------------------- | -------------------------------- | ------------------------------------------------------------------------ |
|                  | E. Krakauskas (Bogdziul) — 27 min 46 s I. Četvertak (Vitte, Boroška) — 28 min 48 s - D. Četvertak (Bazys, Benilov) — 45 min 17 s Jasinevicius — 57 min 57 s (IN + CV) | 1-0 2-0 2-1 3-1 4-1 | - Kegalj (Gjoni) — 39 min 44 s - | Arbitrage : Shinichi Takizawa Juges de lignes : Liu Ren Frédéric Monnaie |
| Artur Pavliukov  | Gardiens | Vilim Rosandić      |                                  | Arbitrage : Shinichi Takizawa Juges de lignes : Liu Ren Frédéric Monnaie |
| 8 min            | Pénalités | 8 min               |                                  | Arbitrage : Shinichi Takizawa Juges de lignes : Liu Ren Frédéric Monnaie |
| 29               | Tirs | 30                  |                                  | Arbitrage : Shinichi Takizawa Juges de lignes : Liu Ren Frédéric Monnaie |

| 18 décembre 2015 | Estonie | 11-8 (5-3, 3-4, 3-1) | Corée du Sud | Elektrenai Ledo Rumai 189 spectateurs |

| Feuille de match | Feuille de match | Feuille de match                                                              | Feuille de match | Feuille de match                                                                  |
| ---------------- | --- | ----------------------------------------------------------------------------- | --- | --------------------------------------------------------------------------------- |
|                  | - Vinogradov (Arrak, Teppan) — 7 min 37 s (SN) Kozorev (Vasjonkin) — 7 min 52 s Andrejev (Vinogradov) — 8 min 54 s - Arrak (Sinikas) — 16 min 51 s Vasjonkin (Fursa, Kozorev) — 17 min 53 s Vasjonkin (Kozorev, Slessarevski) — 20 min 38 s - Kozorev (Vasjonkin) — 26 min 42 s (SN) Vinogradov (Nestertsuk) — 36 min 14 s - Kozorev (Fursa, Vasjonkin) — 40 min 19 s - Vasjonkin — 50 min 5 s Kozorev (Sinikas) — 59 min 1 s (CV) | 0-1 1-1 2-1 3-1 3-2 3-3 4-3 5-3 6-3 6-4 7-4 8-4 8-5 8-6 8-7 9-7 9-8 10-8 11-8 | Song (Lee C-h., Kim Y-j.) — 5 min 47 s (2 SN) - Lee C-h. (Cho J-h., Kim Y-j.) — 9 min 40 s Ahn (Choi W-j.) — 16 min 31 s - Cho J-h. (Lee C-h., Shin S-y) — 24 min 58 s - Ahn (Lee Je-hui, Choi W-j.) — 37 min 38 s Kim Y-j. (Cho J-h.) — 38 min 12 s Nam (Kim Y-j., Lee C-h.) — 39 min 54 s - Kim Y-j. (Cho J-h., Lee C-h.) — 43 min 39 s - | Arbitrage : Shinichi Takizawa Juges de lignes : Deividas Kuneikis Ludvig Lundgren |
| Daniil Seppenen  | Gardiens | Yang Hee-tae (38:21) Kim Dong-hyun (20:35)                                    | | Arbitrage : Shinichi Takizawa Juges de lignes : Deividas Kuneikis Ludvig Lundgren |
| 8 min            | Pénalités | 8 min                                                                         | | Arbitrage : Shinichi Takizawa Juges de lignes : Deividas Kuneikis Ludvig Lundgren |
| 29               | Tirs | 45                                                                            | | Arbitrage : Shinichi Takizawa Juges de lignes : Deividas Kuneikis Ludvig Lundgren |

| 18 décembre 2015 | Croatie | 0-7 (0-3, 0-2, 0-2) | Hongrie | Elektrenai Ledo Rumai 561 spectateurs |

| Feuille de match | Feuille de match | Feuille de match                         | Feuille de match | Feuille de match                                               |
| ---------------- | ---------------- | ---------------------------------------- | --- | -------------------------------------------------------------- |
|                  | -                | 0-1 0-2 0-3 0-4 0-5 0-6 0-7              | Szaller (Z. Kiss) — 7 min 36 s Erdély (Terbocs, Herner) — 11 min (2 SN) Szita (Galló, Stipsicz) — 17 min 22 s Keresztury (Galló, Terbocs) — 31 min 24 s (SN) Z. Kiss (Terbocs) — 32 min 37 s Galló (Erdély, Jászai) — 46 min 23 s Galló (Vizi) — 50 min 50 s | Arbitrage : Milan Zrnič Juges de lignes : Benas Jaksys Liu Ren |
| Ivan Ruzic       | Gardiens         | Gergely Arany (40:00) Bence Kiss (20:00) | | Arbitrage : Milan Zrnič Juges de lignes : Benas Jaksys Liu Ren |
| 16 min           | Pénalités        | 8 min                                    | | Arbitrage : Milan Zrnič Juges de lignes : Benas Jaksys Liu Ren |
| 14               | Tirs             | 58                                       | | Arbitrage : Milan Zrnič Juges de lignes : Benas Jaksys Liu Ren |

| 18 décembre 2015 | Pays-Bas | 1-4 (0-1, 0-1, 1-2) | Lituanie | Elektrenai Ledo Rumai 2 103 spectateurs |

| Feuille de match  | Feuille de match                                     | Feuille de match    | Feuille de match | Feuille de match                                                              |
| ----------------- | ---------------------------------------------------- | ------------------- | --- | ----------------------------------------------------------------------------- |
|                   | - van Nes (Vogelaar, Nordemann) — 47 min 29 s (SN) - | 0-1 0-2 0-3 1-3 1-4 | Kaleinikovas (Bogdziul, Protcenko) — 15 min 4 s (SN) Četvertak (Krakauskas, Protcenko) — 22 min 55 s Boroska (Vitte) — 46 min 44 s - Protcenko (Boroska, Krakauskas) — 49 min 15 s (SN) | Arbitrage : Andreï Chroubok Juges de lignes : Frédéric Monnaie Roman Voronine |
| Ruud Leeuwesteijn | Gardiens                                             | Artur Pavlioukov    | | Arbitrage : Andreï Chroubok Juges de lignes : Frédéric Monnaie Roman Voronine |
| 16 min            | Pénalités                                            | 18 min              | | Arbitrage : Andreï Chroubok Juges de lignes : Frédéric Monnaie Roman Voronine |
| 33                | Tirs                                                 | 29                  | | Arbitrage : Andreï Chroubok Juges de lignes : Frédéric Monnaie Roman Voronine |

| 19 décembre 2015 | Corée du Sud | 2-4 (1-3, 1-0, 0-1) | Croatie | Elektrenai Ledo Rumai 226 spectateurs |

| Feuille de match | Feuille de match                                                          | Feuille de match        | Feuille de match | Feuille de match                                                          |
| ---------------- | ------------------------------------------------------------------------- | ----------------------- | --- | ------------------------------------------------------------------------- |
|                  | Kim B-g. (Choi W-j., Ahn) — 7 min 41 s - Song (Lee Je-hui) — 39 min 3 s - | 1-0 1-1 1-2 1-3 2-3 2-4 | - Gjoni (Stančić) — 9 min 3 s Jarcov (Platužić, Gjoni) — 12 min 53 s (SN) Gjoni (Stančić) — 13 min 30 s - Jarcov — 59 min 56 s (CV) | Arbitrage : Andreï Chroubok Juges de lignes : Benas Jaksys Roman Voronine |
| Kim Dong-hyun    | Gardiens                                                                  | Vilim Rosandić          | | Arbitrage : Andreï Chroubok Juges de lignes : Benas Jaksys Roman Voronine |
| 10 min           | Pénalités                                                                 | 24 min                  | | Arbitrage : Andreï Chroubok Juges de lignes : Benas Jaksys Roman Voronine |
| 26               | Tirs                                                                      | 30                      | | Arbitrage : Andreï Chroubok Juges de lignes : Benas Jaksys Roman Voronine |

| 19 décembre 2015 | Pays-Bas | 3-5 (1-1, 1-2, 1-2) | Estonie | Elektrenai Ledo Rumai 721 spectateurs |

| Feuille de match | Feuille de match | Feuille de match                | Feuille de match | Feuille de match                                                                 |
| ---------------- | --- | ------------------------------- | --- | -------------------------------------------------------------------------------- |
|                  | Vogelaar (Beeren, Nordemann) — 10 min 35 s (SN) - Nordemann (Vogelaar, Verkiel) — 33 min 22 s (SN) - Evers (Kluijtmans, Verkiel) — 46 min 47 s - | 1-0 1-1 1-2 2-2 2-3 3-3 3-4 3-5 | - Fursa (Kozorev, Vasjonkin) — 17 min 8 s Nestertsuk (Vinogradov) — 25 min 55 s - Fursa (Vasjonkin, Kozorev) — 34 min 51 s (SN) - Minin (Arrak) — 50 min 20 s Vinogradov (Arrak, Vasjonkin) — 59 min 58 s (CV) | Arbitrage : Shinichi Takizawa Juges de lignes : Liu Ren Adrian Cosmin Toparceanu |
| Bart van Gorp    | Gardiens | Daniil Seppenen                 | | Arbitrage : Shinichi Takizawa Juges de lignes : Liu Ren Adrian Cosmin Toparceanu |
| 2 min            | Pénalités | 8 min                           | | Arbitrage : Shinichi Takizawa Juges de lignes : Liu Ren Adrian Cosmin Toparceanu |
| 28               | Tirs | 32                              | | Arbitrage : Shinichi Takizawa Juges de lignes : Liu Ren Adrian Cosmin Toparceanu |

| 19 décembre 2015 | Hongrie | 8-2 (1-1, 4-0, 3-1) | Litanie | Elektrenai Ledo Rumai 2 461 spectateurs |

| Feuille de match | Feuille de match | Feuille de match                        | Feuille de match                                                    | Feuille de match                                                              |
| ---------------- | --- | --------------------------------------- | ------------------------------------------------------------------- | ----------------------------------------------------------------------------- |
|                  | Keresztury (Galló) — 12 min 31 s - Erdély (Jaszai, Stipsicz) — 20 min 30 s Erdély (Galló) — 26 min 20 s Terbocs (Erdély, Stipsicz) — 32 min 51 s (SN) Terbocs (Z. Kiss, Garat) — 35 min 20 s - Galló (Terbocs) — 45 min 3 s Z. Kiss (Jaszai) — 48 min 50 s Sági (Antal, Szita) — 59 min 30 s | 1-0 1-1 2-1 3-1 4-1 5-1 5-2 6-2 7-2 8-2 | - Krakauskas (Bazys) — 14 min 57 s - Četvertak — 44 min 12 s (SN) - | Arbitrage : Chris Deweerdt Juges de lignes : Ludvig Lundgren Frédéric Monnaie |
| Gergely Arany    | Gardiens | Artur Pavlioukov                        |                                                                     | Arbitrage : Chris Deweerdt Juges de lignes : Ludvig Lundgren Frédéric Monnaie |
| 4 min            | Pénalités | 4 min                                   |                                                                     | Arbitrage : Chris Deweerdt Juges de lignes : Ludvig Lundgren Frédéric Monnaie |
| 39               | Tirs | 13                                      |                                                                     | Arbitrage : Chris Deweerdt Juges de lignes : Ludvig Lundgren Frédéric Monnaie |

## Classement final
| Clt   | Équipe       | PJ | V | VP | D | DP | BP | BC | Diff | Pts |
| ----- | ------------ | -- | - | -- | - | -- | -- | -- | ---- | --- |
| +001, | Hongrie (R)  | 5  | 5 | 0  | 0 | 0  | 36 | 9  | +27  | 15  |
| +002, | Lituanie     | 5  | 3 | 1  | 1 | 0  | 18 | 16 | +2   | 11  |
| +003, | Estonie      | 5  | 3 | 0  | 2 | 0  | 27 | 26 | +1   | 9   |
| +004, | Croatie (P)  | 5  | 2 | 0  | 3 | 0  | 13 | 21 | -8   | 6   |
| +005, | Pays-Bas     | 5  | 0 | 1  | 4 | 0  | 14 | 23 | -9   | 2   |
| +006, | Corée du Sud | 5  | 0 | 0  | 3 | 2  | 15 | 28 | -13  | 2   |

- Promu en Division IB en 2017
- Relégué en Division IIB en 2017

## Récompenses individuelles
| Rang | Joueur            | Pays         | PJ | B | A | Pts | +/− | Pun |
| ---- | ----------------- | ------------ | -- | - | - | --- | --- | --- |
| 1    | Vilmos Galló      | Hongrie      | 5  | 6 | 7 | 13  | +14 | 2   |
| 2    | Vadim Vasjonkin   | Estonie      | 5  | 6 | 7 | 13  | +4  | 10  |
| 3    | Csanád Erdély     | Hongrie      | 5  | 8 | 3 | 11  | +10 | 6   |
| 4    | Istvan Terbocs    | Hongrie      | 5  | 4 | 7 | 11  | +10 | 6   |
| 5    | Nikita Kozorev    | Estonie      | 4  | 4 | 6 | 10  | +2  | 25  |
| 6    | Kim Yea-jun       | Corée du Sud | 5  | 4 | 5 | 9   | -2  | 4   |
| 7    | Dmitri Vinogradov | Estonie      | 5  | 3 | 6 | 9   | 0   | 2   |
| 8    | Zsombor Kiss      | Hongrie      | 5  | 4 | 4 | 8   | +10 | 0   |
| 9    | Lee Chong-hyun    | Corée du Sud | 5  | 2 | 6 | 8   | -2  | 4   |
| 10   | Dávid Jászai      | Hongrie      | 5  | 0 | 8 | 8   | +11 | 2   |

| Rang | Joueur            | Pays     | Min          | BC | Moy  | %Arr  | Bl |
| ---- | ----------------- | -------- | ------------ | -- | ---- | ----- | -- |
| 1    | Gergely Arany     | Hongrie  | 257 min 51 s | 6  | 1,40 | 91,55 | 1  |
| 2    | Artur Pavlioukov  | Lituanie | 305 min 0 s  | 16 | 3,15 | 90,24 | 0  |
| 3    | Vilim Rosandić    | Croatie  | 219 min 56 s | 11 | 3,00 | 89,42 | 0  |
| 4    | Ruud Leeuwesteijn | Pays-Bas | 185 min 0 s  | 11 | 3,57 | 89,32 | 0  |
| 5    | Daniil Seppenen   | Estonie  | 298 min 0 s  | 26 | 5,23 | 86,93 | 0  |

Nota : seuls sont classés les gardiens ayant joué au minimum 40 % du temps de jeu de leur équipe.